# Амрита
Амрита[уточнити термін] (санскр. अमृत, amṛta IAST — «безсмертя»[джерело?]) — напій богів у індуїстській міфології, що робить їх безсмертними, таким чином ідея амрити подібна до ідеї амброзії.
Переказ свідчить, що «амриту» отримували шляхом збивання Молочного океану («кширодаматхана»). Богам амриту доставляла Могіні.
Як вказує Жорж Дюмезіль, поняття амрити походить від праіндоєвропейської релігії та ідентично амброзії.